# Bhavnagar
Bhavnagar (Gujarati: ભાવનગર, Bhāvanagar) ist eine Stadt im indischen Bundesstaat Gujarat mit etwa 594.000 Einwohnern (Volkszählung 2011). Sie ist Hauptstadt des Distrikts Bhavnagar und kulturelles Zentrum der Region Saurashtra.
Bhavnagar wurde 1723 von Bhavsinhji Gohil gegründet und nach ihm benannt. Es war Hauptstadt des Fürstenstaates Bhavnagar.
Zwei Jahrhunderte lang hatte die Küstenstadt einen wichtigen Handelshafen. Sie ist heute für Baumwollhandel, Diamantenindustrie und den etwa 50 Kilometer entfernten Schiffsschrottplatz Alang bekannt. Bhavnagar hat einen Flughafen.